# Ariane Rädler
Ariane Rädler, née le 20 janvier 1995, est une skieuse alpine autrichienne.

## Carrière
Ses débuts en courses FIS a lieu en novembre 2010. Elle entre dans la Coupe d'Europe en janvier 2013.
Elle participe à sa première course de Coupe du monde en février 2018, à l'occasion d'une descente organisée à Garmisch-Partenkirchen. En parallèle, elle obtient quatre succès en Coupe d'Europe cet hiver, dont 3 en descente et 1 en super G. Elle y remporte le classement de la descente 2017-2018.
Lors de l'hiver 2018-2019, elle score des points en Coupe du monde dont notamment avec une douzième place à Garmisch-Partenkirchen et devient pour la première fois championne d'Autriche du super G.

## Palmarès

### Coupe du monde
- Meilleur classement général : 55e en 2021.
- 3 podiums en individuel.

#### Différents classements en Coupe du monde
| Saison / Épreuve | Saison / Épreuve | Général | Général | Descente | Descente | Super G | Super G | Combiné | Combiné |
| ---------------- | ---------------- | ------- | ------- | -------- | -------- | ------- | ------- | ------- | ------- |
| Saison / Épreuve | Saison / Épreuve | Class.  | Points  | Class.   | Points   | Class.  | Points  | Class.  | Points- |
| 2019             | 2019             | 77e     | 54      | 42e      | 13       | 33e     | 29      | 19e     | 12      |
| 2021             | 2021             | 55e     | 95      | 31e      | 33       | 20e     | 62      | -       | -       |

### Coupe d'Europe
- 5e du classement général en 2018.
- Gagnante du classement de la descente en 2018.
- 4 victoires.

Palmarès à l'issue de la saison 2018-2019

### Championnats d'Autriche
- Championne 2019 du super G.